# Sint-Martinuskerkhof (Weert)
Het Sint-Martinuskerkhof, ook bekend als begraafplaats Molenpoort is een kerkhof aan de Molenpoort in de Nederlandse plaats Weert. Het kerkhof hoort bij de Stadskerk Sint Martinus en ligt daar enkele honderden meters vandaan.
Op de begraafplaats bevindt zich ook een urnenmuur.

## Oorlogsgraven
Op het kerkhof bevinden zich graven van oorlogsslachtoffers uit de Eerste en Tweede Wereldoorlog.
GemenebestNabij de ingang van de begraafplaats liggen 3 doden uit de Tweede Wereldoorlog begraven, afkomstig uit het Gemenebest. Het zijn drie Britse vliegeniers die zijn gesneuveld op 23 september 1944 toen hun bommenwerper, een Halifax, neerstortte in Weert. Het zijn Sergeant Alistair Campbell, en Flying Officers William Thomas Grew en John Stewart Richardson Swanson.
DuitslandNiet ver van de graven van het Gemenebest liggen zes Duitse gesneuvelden uit de Eerste Wereldoorlog begraven. Zij kwamen om het leven bij het exploderen van een munitietrein in het Belgische Hamont. Op 7 november 1937 is de plaats van de graven gemarkeerd door een monument in de vorm van een sarcofaag met daarop een plaquette met zes namen.
FrankrijkNiet ver van de graven van gesneuvelden uit het Gemenebest en Duitsland liggen 28 Franse vluchtelingen begraven. Zij waren deel van de honderden die naar Weert gevlucht waren en daar zijn opgevangen. Ze werden het slachtoffer van de wereldwijde epidemie van Spaanse griep. Op 15 maart 1935 werd daar een monument voor de Franse slachtoffers van de Eerste Wereldoorlog onthuld.